# Xã Shippensburg, Quận Cumberland, Pennsylvania
Xã Shippensburg (tiếng Anh: Shippensburg Township) là một xã thuộc quận Cumberland, tiểu bang Pennsylvania, Hoa Kỳ. Năm 2010, dân số của xã này là 5.429 người.